# L'uomo invisibile (serie televisiva 1958)
L'uomo invisibile (The Invisible Man) è una serie televisiva britannica in 26 episodi trasmessi per la prima volta nel corso di 2 stagioni dal 1958 al 1960. È ispirata al romanzo di H. G. Wells L'uomo invisibile.

## Trama
La serie segue le avventure del dottor Peter Brady, uno scienziato che sta tentando di raggiungere l'invisibilità con la rifrazione della luce (una tecnica completamente diversa da quella utilizzata dal protagonista del romanzo). Tuttavia, l'esperimento va male e Brady diviene definitivamente invisibile. Inizialmente la sua vicenda viene dichiarata segreto di Stato e lui viene bloccato, poi Brady convince il governo del Regno Unito, rappresentato da Sir Charles Anderson, a consentirgli di tornare al suo laboratorio e continuare la ricerca di un antidoto. L'intelligence britannica lo recluta poi per una missione  ma ben presto la sua sicurezza viene violata e diventa noto al pubblico; di conseguenza, usa la sua invisibilità per aiutare le persone in difficoltà, così come per risolvere i crimini e sconfiggere spie nemiche per il suo paese.

## Personaggi
- Diane Brady (22 episodi, 1958-1960), interpretata da	Lisa Daniely.
- dottor Peter Brady (15 episodi, 1958-1960), interpretato da	Tim Turner.
- dottor Peter Brady (12 episodi, 1958-1960), interpretato da	Johnny Scripps.
- Sally Brady (9 episodi, 1959), interpretata da	Deborah Watling.
- Sir Charles Anderson (4 episodi, 1959), interpretato da	Ernest Clark.
- detective ispettore Heath (3 episodi, 1959), interpretato da	Robert Raglan.
- colonnello Grahame (3 episodi, 1959), interpretato da	Bruce Seton.
- dottor Hanning (2 episodi, 1959), interpretato da	Lloyd Lamble.
- Jack Howard (2 episodi, 1959), interpretato da	Howard Pays.
- colonnello Fayid (2 episodi, 1959), interpretato da	Derek Sydney.
- Porter (2 episodi, 1959), interpretato da	Michael Ripper.
- caporale (2 episodi, 1959), interpretato da	Derren Nesbitt.
- Cafe Patron (2 episodi, 1959), interpretato da	Oliver Reed.

## Produzione
La serie, ideata da Ralph Smart, fu prodotta da Incorporated Television Company e girata nei National Studios a Borehamwood in Inghilterra. Le musiche furono composte da Sydney John Kay e Edwin Astley.

### Registi
Tra i registi della serie sono accreditati:
- C.M. Pennington-Richards
- Peter Maxwell
- Quentin Lawrence

## Distribuzione
La serie fu trasmessa in Gran Bretagna dal 1958 al 1960 sulla rete televisiva ATV London. In Italia è stata trasmessa con il titolo L'uomo invisibile.
Alcune delle uscite internazionali sono state:
- in Gran Bretagna il 14 settembre 1958 (The Invisible Man o H.G.Wells' Invisible Man)
- negli Stati Uniti il 14 settembre 1958
- in Francia il 6 ottobre 1962 (L'homme invisible)
- nei Paesi Bassi il 16 agosto 1964
- in Germania il 13 novembre 1995  (Der Unsichtbare)
- in Spagna (El hombre invisible)
- in Australia (Invisible Man: The Original Series)
- in Italia (L'uomo invisibile)

## Episodi
| Stagione         | Episodi | Prima TV UK |
| ---------------- | ------- | ----------- |
| Prima stagione   | 13      | 1958        |
| Seconda stagione | 13      | 1959        |